# Dżurdżeni
Dżurdżeni (chiń. 女真; pinyin nǚzhēn) – lud pochodzenia tunguskiego, zamieszkujący Mandżurię od co najmniej XI wieku. Od XVII wieku nazywa się go Mandżurami. Dżurdżeni na terenie północnych Chin utworzyli państwo, tzw. dynastię Jin (1115–1234).
Nazwa Dżurdżeni (Nüzhen) pojawia się na początku X wieku, jakkolwiek najwcześniejsze wzmianki o tym narodzie pojawiają się jeszcze w czasach przedchrześcijańskich, kiedy w chińskich księgach wymieniano go jako Sushen albo Jusen. Nazwa ta wywodzi się być może od koreańskiej Joseon.
Od roku 1601 do 1610 Dżurdżenów zjednoczył Nurhaczy, który zreformował system władzy, tworząc Osiem Chorągwi. Jego syn Hong Taiji kontynuował ekspansję chanatu dżurdżeńskiego, który przemianował na cesarstwo Qing, a Dżurdżenom nadał nową nazwę – Mandżurowie.

## Kultura i obyczaje
Tradycje Dżurdżenów przynależą do zbieracko-łowieckich kultur syberyjskich. Podobnie jak Mongołowie czy Kitanowie wysoko cenili oni siłę, konie, łucznictwo oraz łowiectwo. Ich wierzenia zaliczyć można do szamanizmu; wierzyli w niebiańskiego boga (abka-i enduri, abka-i han). Po ustanowieniu dynastii Jin Dżurdżeni przejęli od Chińczyków buddyzm i taoizm, niemniej podbitym Chińczykom kazali nosić dżurdżeńskie ubiory i golić czubek głowy, co nazwano po chińsku 禿髮 (tūfǎ). Podobnie postępowali Mandżurowie w czasach dynastii Qing.
W 1120 r. Wanyan Xiyin stworzył pismo dżurdżeńskie, bazując na piśmie chińskim oraz piśmie kitańskim. W sferze kultury Dżurdżeni wiele jednak zawdzięczali Mongołom. Podobnie jak oni wobec swoich przywódców używali tytułu chan, a władzę dziedziczył nie najstarszy syn przywódcy, lecz najlepszy kandydat spośród jego potomków i krewnych.